# Vladimir Goldner
Vladimir Goldner (Ogulin, 19. prosinca 1933.), hrvatski akademik židovskog podrijetla.

## Životopis
Redoviti je član Hrvatske akademije znanosti i umjetnosti.